# Corymorphidae
Corymorphidae é uma família de cnidários hidrozoários da ordem Anthomedusae, subordem Capitata.

## Géneros
- Corymorpha M. Sars, 1835
- Euphysa Forbes, 1848
- Euphysora Maas, 1905